# Góra Trzech Rzek
Góra Trzech Rzek – wzniesienie o wysokości 386 m n.p.m. znajdujące się w gminie Koziegłowy, najwyżej położony punkt Wyżyny Woźnicko-Wieluńskiej.
Wzniesienie stanowi dział wodny między dorzeczami trzech najdłuższych rzek Polski: Wisły (przez Brynicę, Czarną Przemszę i Przemszę), Odry (przez Małą Panew) i Warty (przez Rzeniszówkę i Boży Stok).
Nazwa wzgórza została oficjalnie nadana rozporządzeniem Ministra Spraw Wewnętrznych i Administracji, które weszło w życie 1 stycznia 2022 roku. O jej nadanie wnioskowała Rada Gminy i Miasta Koziegłowy. Pomysłodawcą nazwy był Wojciech Smolarek, doktor nauk o Ziemi w zakresie geografii.
Położone jest na zachód od miejscowości Markowice. Jest to najwyższe wzniesienie w gminie Koziegłowy. Od znajdujących się na nim masztów bywa określane jako wzgórze Masztów. W przeszłości było miejscem wydobycia żwiru. Pod względem fizycznogeograficznym zalicza się do Progu Woźnickiego.